# Gemmenkreuz

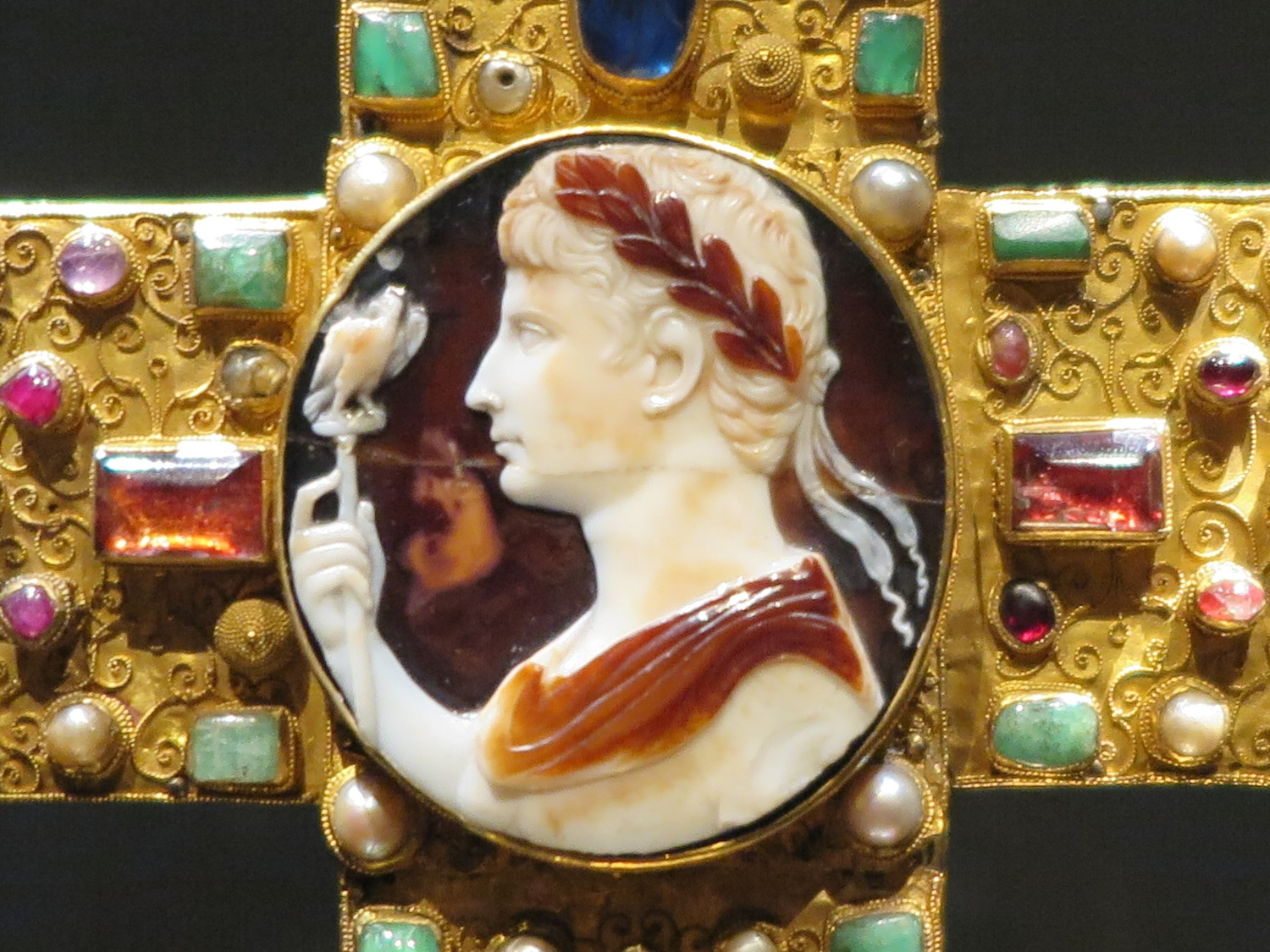
Immer wieder wurden auch antike mit Bildschnitzereien versehene Schmucksteine, Gemmen genannt, zur Ausgestaltung der Prunkkreuze verwandt, wie vorliegend der sogenannte Augustus-Kameo des Lotharkreuzes, Aachener Domschatzkammer

Ein Gemmenkreuz (lat. Crux gemmata) ist ein mittelalterliches Kreuz, das mit Edelsteinen, Perlen oder Filigran versehen ist. Die Vierung im Zentrum wird als Ort des Christushauptes gedeutet und ist besonders kostbar ausgestattet. Hier befindet sich in der Regel die Kreuzreliquie. Die Gestalt des Kreuzes kann unterschiedlich sein. Auch Herrscherkronen und Reliquienschreine wurden im Mittelalter mit Gemmen verziert.
Gemmenkreuze sind größtenteils als Reliquiare entstanden und liturgisch als Vortragekreuze verwendet worden. Sie stellen das zentrale christliche Symbol, das Kreuz Christi, als Siegeszeichen dar. Zugleich sind sie Instrumente herrscherlicher Repräsentation und übertragen den altrömischen Triumphgedanken auf das christliche Heilszeichen.
Die ältesten erhaltenen Gemmenkreuze stammen aus dem 6. Jahrhundert. Die Mehrzahl entstand in der Karolinger- und Ottonenzeit.
Die lateinische Bezeichnung crux gemmata ist nicht zu verwechseln mit crux gammata (Gammakreuz), dem lateinischen Namen für die Swastika.
Bekannte Gemmenkreuze sind:
- Rupertus-Kreuz, 2. Hälfte des 8. Jhd.
- Ardennenkreuz, 2. Viertel des 9. Jhd., einziges erhaltenes karolingisches Gemmenkreuz
- Otto-Mathilden-Kreuz, ca. 990
- Lotharkreuz, ca. 980 oder um 1000 (strittig), regelmäßig bei den Krönungen der Könige des Heiligen Römischen Reiches verwendet
- Reichskreuz, 1024–1030, Bestandteil der Reichskleinodien